# 1996年アトランタオリンピックの中国選手団
1996年アトランタオリンピックの中国選手団（1996ねんアトランタオリンピックのちゅうごくせんしゅだん）は、1996年7月19日から8月4日にかけてアメリカ合衆国のジョージア州アトランタで開催された1996年アトランタオリンピックの中国選手団、およびその競技結果。

## 概要
今大会は金メダル16個、銀メダル22個、銅メダル12個の合計50個のメダルを獲得した。

## メダル
| メダル | 選手名                | 競技 | 種目                    |
| ------ | --------------------- | ---- | ----------------------- |
| 金     | 王軍霞                | 陸上 | 女子5000m               |
| 金     | 楽靖宜                | 競泳 | 女子100m自由形          |
| 金     | 孫福明                | 柔道 | 女子72kg超級            |
| 銀     | 王軍霞                | 陸上 | 女子10000m              |
| 銀     | 隋新梅                | 陸上 | 女子砲丸投              |
| 銀     | 楽靖宜                | 競泳 | 女子50m自由形           |
| 銀     | 劉黎敏                | 競泳 | 女子100mバタフライ      |
| 銀     | 楽靖宜 晁娜 年芸 単鶯 | 競泳 | 女子4×100自由形リレー   |
| 銅     | 王妍                  | 陸上 | 女子10km競歩            |
| 銅     | 林莉                  | 競泳 | 女子200m個人メドレー    |
| 銅     | 陳妍 韓雪 蔡慧珏 単鶯 | 競泳 | 女子4×100メドレーリレー |
| 銅     | 王顕波                | 柔道 | 女子66kg以下級          |